# La Follette
La Follette és una població dels Estats Units a l'estat de Tennessee. Segons el cens del 2000 tenia 7.926 habitants.

## Demografia
Segons el cens del 2000, La Follette tenia 7.926 habitants, 3.422 habitatges, i 2.135 famílies. La densitat de població era de 627,1 habitants/km².
Dels 3.422 habitatges en un 26,5% hi vivien nens de menys de 18 anys, en un 39,8% hi vivien parelles casades, en un 17,9% dones solteres, i en un 37,6% no eren unitats familiars. En el 34,5% dels habitatges hi vivien persones soles el 17,5% de les quals corresponia a persones de 65 anys o més que vivien soles. El nombre mitjà de persones vivint en cada habitatge era de 2,24 i el nombre mitjà de persones que vivien en cada família era de 2,86.
Per edats la població es repartia de la següent manera: un 22% tenia menys de 18 anys, un 8,7% entre 18 i 24, un 25,5% entre 25 i 44, un 22,6% de 45 a 60 i un 21,2% 65 anys o més.
L'edat mediana era de 40 anys. Per cada 100 dones de 18 o més anys hi havia 78,1 homes.
La renda mediana per habitatge era de 18.370 $ i la renda mediana per família de 24.235 $. Els homes tenien una renda mediana de 25.541 $ mentre que les dones 18.835 $. La renda per capita de la població era de 13.355 $. Entorn del 28,3% de les famílies i el 33,1% de la població estaven per davall del llindar de pobresa.

## Poblacions més properes
El següent diagrama mostra les poblacions més properes.